# 若宮島
若宮島（わかみやじま）は、長崎県壱岐島の北部に位置する日本の島。壱岐市に属する。

## 概要
2004年に島内の4町が合併して壱岐市となるまでは壱岐郡勝本町に属していた。勝本港の沖にあり、東側に中瀬戸を挟んで名烏島、西側にアブラメ瀬戸を挟んで辰ノ島があるが、この2島はいずれも無人島となっている。
1641年に平戸藩が遠見番所烽台を設けて以来、海上の交通・防衛の要所となり1905年には日露戦争に伴い若宮灯竿を設置。1919年より常設の若宮灯台となっている。1936年には壱岐要塞の施設として若宮島砲台が設置された。1963年に海上自衛隊壱岐警備所が設置され、九州本土と対馬・五島列島を結ぶ通信拠点となっている。他には島の南部勝本港側に若宮神社があり、島名は神社から取られた。また古くはにゃくの島と呼んだ。
辰ノ島には干潟が見られ、そこに生える植物は海浜植物群落として天然記念物に指定されている。
なお、本島への一般人の立ち入りは制限されており定期航路は開設されていない。隊員は自衛隊の連絡艇を利用して移動している。